# Патрік Сундстрем
Патрік Сундстрем (швед. Patrik Sundström; 14 грудня 1961, м. Шеллефтео, Швеція) — шведський хокеїст, нападник. 
Вихованець хокейної школи «Б'єрклевен» (Умео). Виступав за «Б'єрклевен» (Умео), «Ванкувер Канакс», «Нью-Джерсі Девілс», «Ютіка Девілс» (АХЛ).
В чемпіонатах НХЛ — 676 матчів (219+369), у турнірах Кубка Стенлі — 37 матчів (9+17). В чемпіонатах Швеції — 115 матчів (41+45), у плей-оф — 10 матчів (4+4).
У складі національної збірної Швеції учасник чемпіонатів світу 1981 і 1982 (18 матчів, 9+2), учасник Кубка Канади 1981 і 1984 (13 матчів, 1+8). У складі молодіжної збірної Швеції учасник чемпіонатів світу 1980 і 1981. У складі юніорської збірної Швеції учасник чемпіонату Європи 1979.
Досягнення
- Срібний призер чемпіонату світу (1981)
- Фіналіст Кубка Канади (1984)
- Срібний призер чемпіонату Швеції (1982)
- Переможець молодіжного чемпіонату світу (1981), бронзовий призер (1980).